# One Club Award
Премія «One Club Award» - футбольна нагорода, заснована в 2015 році футбольним клубом «Атлетік» (Більбао) для нагородження футболістів, чия тривала кар'єра в одній команді відображає ті цінності, які цей баський клуб вважає ідентичними зі своїм власними цінностями. А саме це цінності поваги, лояльності, прихильності, відповідальності та спортивної майстерності. Нагороду традиційно вручає у перерві домашнього матчу «Атлетіка» посол клубу Хосе Анхель Ірібар та легенда жіночої команди «Більбао» Елізабет Ібарра.
«One Club Award» - це одна з небагатьох нагород, що присуджуються окремим клубом, але вшановує гравців з інших команд. Нагорода для чоловіків «The One Club Man» щорічно вручається з 2015 року, а нагорода для жінок, відома як «One Club Woman», вручається з 2019 року.

## Переможці
| Рік  | One Club Man                                   | One Club Man                                   | One Club Man                                   | One Club Woman                                 | One Club Woman                                 | One Club Woman                                 |
| Рік  | Гравець                                        | Команда                                        | Період виступів                                | Гравчиня                                       | Команда                                        | Період виступів                                |
| ---- | ---------------------------------------------- | ---------------------------------------------- | ---------------------------------------------- | ---------------------------------------------- | ---------------------------------------------- | ---------------------------------------------- |
| 2015 | Метью Ле Тісьє                                 | Саутгемптон                                    | 1985–2002 (17 сезонів)                         | Не вручалась                                   | Не вручалась                                   | Не вручалась                                   |
| 2016 | Паоло Мальдіні                                 | Мілан                                          | 1984–2009 (25 сезонів)                         | Не вручалась                                   | Не вручалась                                   | Не вручалась                                   |
| 2017 | Зепп Маєр                                      | Баварія                                        | 1966–1979 (13 сезонів)                         | Не вручалась                                   | Не вручалась                                   | Не вручалась                                   |
| 2018 | Карлес Пуйоль                                  | Барселона                                      | 1999–2014 (15 сезонів)                         | Не вручалась                                   | Не вручалась                                   | Не вручалась                                   |
| 2019 | Біллі Макнілл                                  | Селтік                                         | 1957–1975 (18 сезонів)                         | Малін Мострем                                  | Умео                                           | 1995–2007 (12 сезонів)                         |
| 2020 | Раян Гіггз                                     | Манчестер Юнайтед                              | 1991–2014 (23 сезони)                          | Пія Вундерліх                                  | ФФК Франкфурт                                  | 1993–2009 (16 сезонів)                         |
| 2021 | Не вручалась через пандемію COVID-19 в Іспанії | Не вручалась через пандемію COVID-19 в Іспанії | Не вручалась через пандемію COVID-19 в Іспанії | Не вручалась через пандемію COVID-19 в Іспанії | Не вручалась через пандемію COVID-19 в Іспанії | Не вручалась через пандемію COVID-19 в Іспанії |
| 2022 | Рікардо Бочині                                 | Індепендьєнте                                  | 1972–1991 (19 сезонів)                         | Дженніфер Зітц                                 | Турбіне Потсдам                                | 1998–2015 (17 сезонів)                         |
| 2023 | Жуан Пінту                                     | Порту                                          | 1981–1997 (16 сезонів)                         | Матильда Мартінес                              | Альбасете                                      | 2009–2019 2021–2022 (12 сезонів)               |
| 2024 | Джузеппе Бергомі                               | Інтер                                          | 1979–1999 (21 сезон)                           | Марія Гштеттнер                                | Нойленґбах                                     | 1998–2022 (24 сезони)                          |